# Адмирал Исаков (большой противолодочный корабль)
«Адмирал Исаков» — большой противолодочный корабль проекта 1134-А, второй корабль серии — типа «Кронштадт». Находился на службе Военно-Морского Флота СССР. Своё название корабль получил в честь Адмирала Флота Советского Союза И. С. Исакова.

## История строительства
Зачислен в списки кораблей ВМФ СССР 29 декабря 1967 года. Заложен 15 января 1968 года в закрытом эллинге судостроительного завода имени А. А. Жданова в Ленинграде, спущен на воду 22 ноября 1968 года. 16 августа 1970 года на корабле был поднят Военно-морской флаг СССР (войсковая часть 45644), а 9 сентября «Адмирал Исаков» был представлен к государственным испытаниям в Балтийском море, которые закончились 11 декабря без поломок и неисправностей. 13 декабря 1970 года «Адмирал Исаков» был принят флотом.

## История службы

### Служба в 1970—1976 годах
Командование корабля и должности командиров боевых частей были укомплектованы офицерами Северного флота с опытом корабельной службы. На должности начальников служб, командиров и инженеров групп были назначены выпускники военно-морских училищ и гражданских институтов (призванные из запаса). Комплектование экипажа старшинами и матросами было начато в декабре 1969 года. К 16 декабря в военном городке № 13 были размещены 310 человек личного состава. В феврале 1970 года экипаж переселился на корабль, а 4 апреля перешёл на самостоятельное котловое довольствие. Затем началось освоение корабля, его приёмка от завода и подготовка к заводским ходовым испытаниям.
16 января 1971 года директивой Главного штаба ВМФ корабль был включён в состав Краснознамённого Северного флота. После завершения испытаний, сдачи курсовых задач и приёма боезапаса в апреле 1971 года «Адмирал Исаков» начал переход с Балтийского флота на Северный. 22 апреля БПК прибыл в Североморск и вошёл в состав 120-й бригады ракетных кораблей 7-й ОпЭск. Летом «Адмирал Исаков» был введён в состав кораблей первой линии.
В период с 11 августа по 21 сентября 1971 года «Адмирал Исаков» выполнил задачи разведки и слежения за авианосной поисково-ударной группой кораблей США в Норвежском и Баренцевом морях. 13 декабря 1971 года БПК совершил выход из базы для решения задач боевой службы в Средиземном море. С 12 по 17 февраля 1972 года кораблём был совершён деловой заход в порт Аннаба (Алжир). Для личного состава корабля были организованы экскурсии, 14 и 16 февраля для советских специалистов, работающих в Алжире, были даны концерты художественной самодеятельности 15 февраля состоялся футбольный матч между командами военно-морской базы Аннаба и корабля, завершившийся со счётом 5:2 в пользу команды «Адмирала Исакова».
5 марта 1972 года «Адмирал Исаков» прибыл в Севастополь для осуществления навигационного ремонта, осмотра и профилактики оружия и технических средств, закрытия гарантийных обязательств заводов-изготовителей, покраски корабля и отдыха экипажа. После прохождения навигационного ремонта корабль продолжил несение боевой службы в Средиземном море.
13 июня 1972 в Норвежском море на корабле вышел из строя главный котёл № 1. В ходе организованных круглосуточных работ под руководством командира дивизиона движения капитан-лейтенанта Н. А. Александрова котлоагрегат был разобран, неисправность устранена и техническая готовность котла была полностью восстановлена.
6 марта 1973 «Адмирал Исаков» посетил первый заместитель Главнокомандующего ВМФ адмирал флота В. А. Касатонов. В период с 22 марта по 24 ноября 1973 БПК находился на боевой службе в Атлантическом океане. На первом этапе несения службы с 12 по 29 мая БПК в составе КПУГ (БПК «Севастополь», «Адмирал Макаров») участвовал в поисковой операции по обнаружению и слежению за подводными лодками вероятного противника в заданном районе Северной Атлантики (операция «Лагуна»). Во время несения боевой службы была обнаружена иностранная подводная лодка, а экипаж вертолёта Ка-25ПЛ майора А. И. Петрука (штурман Р. С. Суринт) впервые выполнил посадку ночью на движущийся корабль. С 4 августа по 15 октября корабль посетил с дружественным визитом посетил порт Гавана (Куба).
В апреле 1975 года БПК «Адмирал Исаков» участвовал в учениях «Океан-75», проводившихся под флагом Министра обороны СССР А. А. Гречко. В период с 1 июня по 1 декабря корабль в составе КУГ (БПК «Адмирал Зозуля») нёс боевую службу в Центральной Атлантике и Средиземном море, а с 31 июля по 4 августа с деловым заходом посетил порт Аннаба (Алжир). За время несения боевой службы кораблём было пройдено около 29 000 морских миль, служба оценена на оценку «хорошо».
В течение августа — октября 1976 года БПК в районе острова Колгуев обеспечивал тяжёлый авианесущий крейсер «Киев», проводивший стрельбы главным ракетным комплексом.

### Служба в 1977—1993 годах
Во время учений «Север-77», проходивших в апреле 1977 года, отряд в составе БПК «Адмирал Исаков», БПК «Смышлёный» и танкера «Генрих Гасанов» в сложных метеорологических условиях совершил поход к Лофотенским островам. В период с июня 1977 по апрель 1980 года «Адмирал Исаков» находился в среднем ремонте на СРЗ-35 (Роста, Мурманск). В процессе ремонта были выполнены доработки в погребах ЗУР В-611 с установкой отражателей газовых струй под барабанами с ракетами.
После завершения среднего ремонта «Адмирал Исаков» отрабатывал задачи боевой подготовки в Баренцевом и Норвежском морях, у Лофотенских и Фарерских островов. 27 мая 1981 года в Баренцевом море произошёл навал корабля на британский эскадренный миноносец УРО «Глазго». По советским данным, это навигационное происшествие произошло в результате провокационных действий британского корабля. В период с 9 по 10 июля 1981 года БПК принял участие в учениях «Север-81» под флагом главнокомандующего ВМФ, совместно с БПК «Кронштадт», «Смышлёный» и «Строгий» эскортировал тяжёлый ракетный крейсер «Киров».
12 февраля 1982 года БПК «Адмирал Исаков» был передан в состав 170-й бригады противолодочных кораблей. С 27 июля по 2 октября 1982 года корабль нёс боевую службу. На первом её этапе он принимал участие в поисковых операциях «Натяг» в Гренландском море (1 августа находился на траверзе острова Ян-Майнен) и «Атолл» (с 6 по 8 августа). «Адмирал Исаков» эскортировал тяжёлый авианесущий крейсер «Киев», убывший позже на ремонт в Николаев, в период с 25 сентября по 1 октября принимал участие в учениях «Щит-82».
После прохождения межпоходового ремонта в Севастополе, БПК в составе отряда кораблей (сторожевой корабль «Резвый», танкер «Генрих Гасанов», дизельная подводная лодка проекта 641Б) под флагом первого заместителя командующего Краснознамённым Северным флотом вице-адмирала В. С. Кругликова со 2 по 10 декабря 1982 совершил официальный дружественный визит в порт Гавана и деловой заход в порт Сьенфуэгос (Куба). 21 февраля 1983 года «Адмирал Исаков» возвратился в Североморск.
В октябре 1983 года БПК «Адмирал Исаков» совместно с эсминцем «Отчаянный», БПК «Удалой» и танкером «Генрих Гасанов» эскортировал до широты Гибралтара тяжёлый авианесущий крейсер «Новороссийск». В период с 31 марта по 8 апреля 1984 года корабль принял участие в оперативном командно-штабном учении «Атлантика-84» под руководством главнокомандующего ВМФ. Перед этим — 20 февраля — в период подготовки к учениям произошло частичное затопление агрегатной № 1 и кладовой БЧ-2.
9 октября 1986 года корабль был определён в средний ремонт и проходил его до 27 августа 1990 года. В ходе ремонта корабль получил ПЛРК «Раструб-Б», систему космической навигации «Шлюз» (АДК-3М) и систему космической связи «Цунами-БМ». 20 июля в при поворачивании оружия и технических средств произошло падение УДР 4К60 из барабана № 1 через люк на левую балку пусковой установки, находящуюся в положении заряжания.
1 октября 1991 года «Адмирал Исаков» был включён в состав 44-й дивизии противолодочных кораблей 7-й ОпЭск Северного флота.
30 июня 1993 года приказом Главнокомандующего ВМФ № 055 корабль был исключён из боевого состава флота и 31 декабря расформирован. Торжественный спуск флага состоялся 14 января 1994 года. В середине 1994 года корпус корабля был продан для разделки на металл частной индийской компании. Во время буксировки в Индию корабль затонул. Ущерб от гибели корпуса составил 2,1 млн долларов, в феврале 1995 года он был частично возмещён военно-страховой компанией.

## Бортовые номера
В различные периоды корабль носил следующие бортовые (тактические) номера:
- 587[4];
- 251[4];
- 298[4];
- 550[4];
- 549[4];
- 647 (1990)[4];
- 672[4].

## Командиры корабля
- капитан 2 ранга Л. А. Агаджанов (1969—1977)[4];
- капитан 2 ранга В. П. Гуценко (1977—1978[4]);
- капитан 3 ранга Г. П. Ясницкий (1978—1980)[4];
- капитан 2 ранга С. В. Машков (1980—1984)[4];
- капитан 2 ранга Б. Д. Санников (1984—1987)[4];
- капитан 2 ранга О. В. Веселовский (1987—1988)[4];
- капитан 2 ранга А. П. Жданов (начало 1990-х)[4].